# فيروس لاسا
يُعد فيروس لاسا (بالإنجليزية: Lassa virus)‏ اختصارًا (LASV) فيروس رملي قديم، والذي يسبب حمى لاسا النزفية،، وهو أحد أنواع الحمى النزفية الفيروسية (VHF) التي تصيب الرئيسيات البشرية وغير البشرية. ويعتبر فيروس لاسا فيروسًا حديث النشأة وعامل محدد، ويتطلب المستوى الرابع من الاحتواء في السلامة الأحيائية. ويعد الفيروس أحد الأمراض المستوطنة في دول غرب إفريقيا، وخاصةً سيراليون وجمهورية غينيا ونيجيريا وليبيريا حيث يبلغ المعدل السنوي للإصابة ما بين 300,000 و500،000 حالة، ويؤدي إلى 5000 حالة وفاة سنويًا. وتقول بعض الاكتشافات الحديثة المتعلقة بفيروس لاسا في منطقة نهر مانو أن هناك دليلاً تم اكتشافه سيتطلب توسيع منطقة توطن المرض بين المنطقتين المعروفتين بالإصابة بفيروس لاسا مشيرًا إلى أن فيروس لاسا أكثر انتشارًا عبر منطقة سافانا البيئية الشجرية والاستوائية في غرب إفريقيا. ولا توجد حاليًا لقاحات معتمدة للوقاية من حمى لاسا للبشر.

## علم الفيروسات

### الهيكل والجين
تعد فيروسات لاسا نوعًا من فيروسات الحمض النووي الريبوزي مُغطى ويشمل نسيجًا واحدًا، وينقسم إلى جزئين وذي اتجاهين. وتوجد جينات هذه الفيروسات داخل جزئين من الحمض النووي الريبوزي، وترمز لاثنين من البروتينات، كل في اتجاهه الخاص، ليصبح مجموعها أربعة بروتينات فيروسية.
ويقوم الجزء الأكبر بترميز بروتين الزنك المربوط (Z)، والذي يُنظم النسخ الجيني والتكرار,
وبوليمارات الحمض النووي الريبوزي (L). بينما يقوم الجزء الصغير بترميز البروتين النووي (NP) وسطح طلائع البروتين السكري (GP المعروف أيضًا باسم أشواك فيروسية)، والتي تنقسم بعد تحلل البروتين إلى البروتين السكري المُغطى GP1 و GP2، والتي ترتبط بمستقبل ألفا-ديستروجليكان ويتوسط مدخل الخلية المضيفة.
تسبب حمى لاسا حمى نزفية، والتي تظهر كثيرًا بسبب التثبيط المناعي. يتسم إنتاج المادة الجينية لفيروس لاسا بسرعة كبيرة للغاية، مع إظهار التحكم المؤقت أيضًا في إنتاج المادة الجينية. وتُعد الخطوة الأولى في الإنتاج هي الانتساخ الجيني لنسخ مرسال الحمض النووي الريبوزي للجينات السلبية أو ذات الاتجاه الناقص. يضمن هذا وجود إمدادات كافية للبروتينات الفيروسية لخطوات لاحقة من الإنتاج الجيني، حيث يعتبر البروتين النووي وبوليمارات الحمض النووي الريبوزي مترجمين من مرسال الحمض النووي الريبوزي. كما أن الجين الإيجابي أو ذا الاتجاه الزائد يقوم بصنع نسخ فيروسية مكملة للحمض النووي الريبوزي. إن نسخ الحمض النووي الريبوزي هي قوالب لإنتاج سلالة ذات اتجاه سلبي، لكن يتم إنتاج مرسال الحمض النووي الريبوزي منها أيضًا. تتم ترجمة مرسال الحمض النووي الريبوزي المصنوع من الفيروسية المكملة للحمض النووي الريبوزي لإنتاج البروتينات السكرية والزنكية. يتيح هذا التحكم المؤقت بإنتاج البروتينات الشوكية أخيرًا وبالتالي، تأخير تعرف النظام المناعي المضيف عليها.
أظهرت دراسات النيوكليوتيد للجين أن فيروس لاسا لديه أربعة أصول: تم اكتشاف ثلاثة منها في نيجيريا والرابع في غينيا وليبيريا وسيراليون. ويبدو أن السلالات النيجيرية أقدم من السلالات الأخرى، لكن لا تزل هناك حاجة لأعمال وجهود أخرى لتأكيد ذلك. وهناك كتاب يتحدث عن هذا المرض وهو الحماية من لاسا (The Lassa Ward) للكاتب روز أي دونالدسون. ووصف في الكتاب موقف الطبيب عند معالجة المصابين بالمرض في سيراليون.

### المستقبلات
يتمكن فيروس لاسا من الدخول إلى الخلية المُضيفة بواسطة مستقبل سطح الخلية ألفا ديستروجليكان,
وهو مستقبل متعدد الجوانب لبروتينات النسيج خارج الخلية. ويتشارك هذا المستقبل مع نموذج الرملي للعالم القديم فيروس التهاب السحايا والمشيميات اللمفاوية. يعتمد تعرف المستقبل على تعديل سكري محدد لألفا ديستروجليكان بواسطة مجموعة من الإنزيمات الناقلة للغلوكوزيل المعروفة بالبروتينات الكبيرة. تظهر المتغيرات المحددة من الجينات التي تقوم بترميز تلك البروتينات وهي تحت اختيار إيجابي في غرب أفريقيا حيث يستوطن فيروس لاسا. كما تستخدم ألفا ديستروجليكان كمستقبل للفيروسات الرملية للعالم الجديد والمعروفة باسم كليد C (فيروسات أوليفيرية ولاتينية). وعلى العكس، فإن الفيروسات الرملية للعالم الجديد كليد أ وب، والتي تتضمن الفيروسات الهامة ماتشوبو وجواناريتو وجونين وسابيا بالإضافة إلى فيروس أماباري غير المسببة للمرض، تستخدم مستقبل الترانسفيرين 1. ويجب توفر حمض أميني أليفاتي صغير في موضع الحمض الأميني البروتيني السكري 1 رقم 260 لربطها بقوة بألفا ديستروجليكان. بالإضافة إلى ذلك، فإن موضع الحمض الأميني البروتيني السكري1 رقم 259 هام أيضًا، حيث تملك جميع الفيروسات الرملية التي تُظهر ارتباطًا قويًا بألفا ديستروجليكان حمض عطري ضخم (تيروسين أو فينيلالانين) في هذا الموضع.
ب
وعلى عكس معظم الفيروسات المغطاة التي تستخدم فجوات كلاثرين المغلفة لدخول الخلية وربطها بمستقبلاتها بطريقة تعتمد على درجة الحموضة، يستخدم فيروس لاسا وفيروس التهاب السحايا والميشيمات الليمفاوية بدلاً من ذلك مسار التقام مستقل عن كلاثرين وكافيليون ودينامين وأكتين. بمجرد دخول الخلية، يتم إيصال الفيروسات بسرعة إلى الدخلوليات عبر الحويصلات مع وجود واحد مستقل بشكل كبير عن تنظيم نشاط المحلقة 5 فوت إضافية و7 فوت إضافية. وعند الاحتكاك بالدخلول، ينصهر الغشاء المعتمد على الحموضة بوساطة البروتين السكري المُغلف.

## نشوء المرض
يستمر الغموض حول نشوء فيروس لاسا، غير أنه ثبت أن الأهداف الرئيسية للفيروس هي الخلايا المقدمة للمستضد (في الغالب الخلايا المتغصنة) والخلايا البطانية.
وعند الدخول، يصيب فروس لاسا تقريبًا كل نسيج داخل جسم الإنسان. فيبدأ بـالغشاء المخاطي والأمعاء والرئة والجهاز البولي، ثم يمتد ليصل إلى الجهاز الوعائي.
ولا يوجد حاليًا لقاح مرخص من الولايات المتحدة للبشر لمواجهة فيروس لاسا. ويتم حاليًا تقييم لقاح فيروس لاسا المناعي في نموذج فأر CBA/J-ML29. إن تحصين أحد الفئران المقاومة للتصلب العصيدي (CBA/J) داخل الصفاق باستخدام ML29 أدى إلى حماية الحيوانات ضد أحد الأمراض الفتاكة المتجانسة داخل المخ 588 LD. وتعد حمى لاسا من أكثر الحمى النزفية الفيروسية انتشارًا في غرب أفريقيا، وهي مسئولة عن موت آلاف الحالات سنويًا.